# Daïra de Sabra
La daïra de Sabra est une daïra d'Algérie située dans la wilaya de Tlemcen et dont le chef-lieu est la ville éponyme de Sabra.

## Localisation
La daïra est située au centre de la wilaya de Tlemcen.

## Communes de la daïra
La daïra de Sabra est composée de deux communes : Bouhlou • Sabra.